# Mariolina Bovo
Mariolina Bovo, all'anagrafe Maria Bovo (Megliadino San Vitale, 23 febbraio 1934 – Riano, 3 aprile 1996), è stata un'attrice italiana, attiva anche nel teatro di rivista a inizio carriera con lo pseudonimo Veronica Drei o Veronica Drey. Era la sorella minore dell'attrice Brunella Bovo.

## Biografia

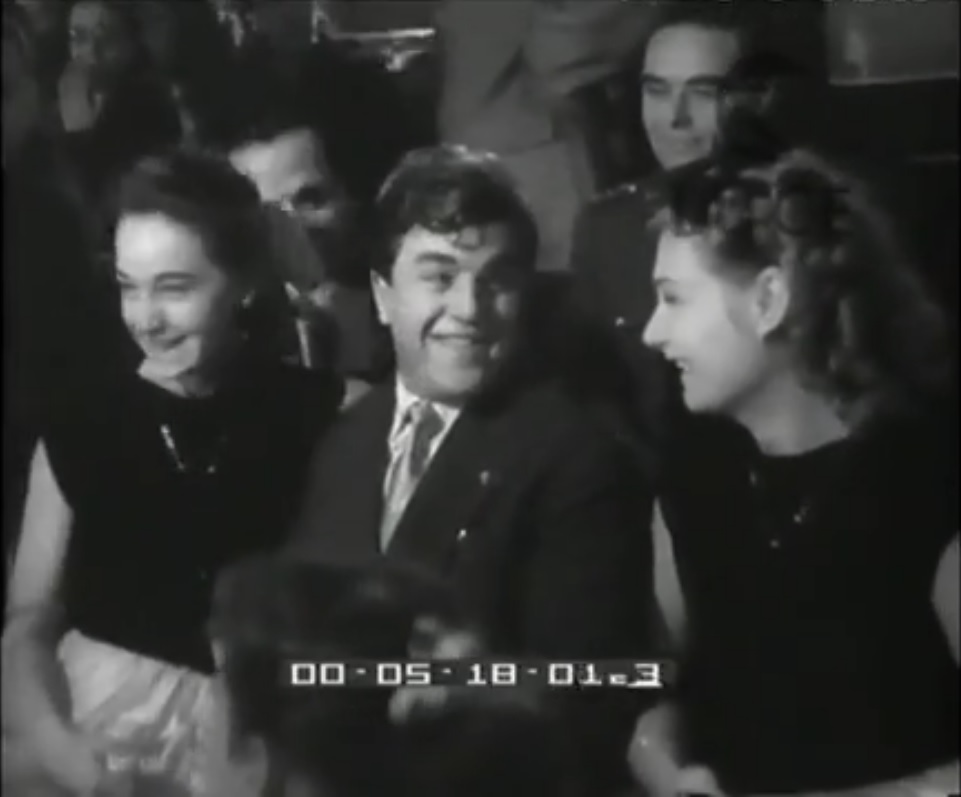
Brunella e Mariolina Bovo con Francesco Golisano alla prima di Miracolo a Milano

Nata da una famiglia di modeste origini in un piccolo paese della campagna a sud di Padova estesa tra le cittadine di Este e Montagnana, rimasta orfana di padre all'età di pochi mesi, crebbe con la madre e la sorella Brunella, maggiore di quattro anni, che la precedette nell'attività di attrice e che, ottenuti i primi successi, cercò di renderla presente vicino a sé in occasioni pubbliche, farla notare e favorirne l'introduzione nell'ambiente del cinema.
Diplomatasi in recitazione al Centro sperimentale di cinematografia nel 1952, come Domenico Modugno e Giulia Lazzarini, oltre che nel saggio di diploma di regia di Folco Quilici Passeggiata di buon mattino, comparve nel film di Augusto Genina Tre storie proibite che prendeva spunto da un tragico fatto di cronaca accaduto a Roma pochi mesi prima e nel quale recitava nel ruolo minore del personaggio Mimma, nel terzo episodio. Nel 1953 la si vide nei panni di una biondina che attrae l'attenzione dei passeggeri percorrendo il corridoio della carrozza di un treno in una sequenza del film drammatico dal cast internazionale Stazione Termini di Vittorio De Sica, interpreti principali due star di Hollywood quali Montgomery Clift e Jennifer Jones. De Sica diresse l'attrice padovana alcuni anni più tardi anche sul set di un altro film di successo, Il boom, con protagonista Alberto Sordi.
Dalla stagione teatrale 1953/1954 la giovane Bovo acquistò sempre maggiore visibilità, riscontrabile dai rotocalchi popolari dello spettacolo usciti allora con copertine, servizi fotografici ed articoli illustrati a lei dedicati, soprattutto in seguito alla sua partecipazione nella commedia musicale della coppia Garinei e Giovannini dal titolo Alvaro piuttosto corsaro, con Renato Rascel, tradotta poi in pellicola nel 1955 dalla Titanus, per la regia di Camillo Mastrocinque. Seguirono Valentina, di Vittorio Metz e Marcello Marchesi, Gli italiani sono fatti così, degli stessi Metz, Marchesi e Dino Verde, Monsieur Cenerentolo con Carlo Dapporto e Marisa Del Frate.
Nel frattempo la sua carriera proseguì nel cinema, in ruoli sempre non da protagonista ma in contesti anche molto diversi che ne fecero apprezzare doti e caratteristiche sia nei film in costume che in quelli ambientati nella contemporaneità: in Frine, cortigiana d'Oriente di Mario Bonnard interpretò, infatti, una schiava degli ateniesi e in un'altra pellicola pseudo-storica, Il Sacco di Roma, la si vide nel ruolo di modella cinquecentesca, ma fu pure impiegata nell'interpretazione d'una giovane figlia dattilografa in un film corale e calato negli anni della ricostruzione, La domenica della buona gente di Anton Giulio Majano, con nel cast Sophia Loren.
Seguì, nei decenni successivi, una lunga striscia di lavori per la televisione. A partire dalla sua partecipazione al programma televisivo di varietà La piazzetta, tra gli anni sessanta e ottanta molte furono le chiamate a far parte di cast di prosa, miniserie, teleromanzi e sceneggiati del piccolo schermo. Interpretò la vivace domestica Nina in La famegia del santolo di Giacinto Gallina, con protagonista Cesco Baseggio. Partecipò ai popolari Scaramouche, Il conte di Montecristo, I fratelli Karamàzov, Anna Karenina, Dov'è Anna? ed a svariate serie poliziesche, da L'affare Picpus e Maigret e i diamanti per Le inchieste del Commissario Maigret alle apparizioni nella saga di Nero Wolfe e nella serie Il commissario De Vincenzi con Paolo Stoppa. Si possono infine citare le interpretazioni prestate nelle trasposizioni Rai di alcuni gialli dello scrittore inglese Francis Durbridge, quali Giocando a golf una mattina, con Luigi Vannucchi e Aroldo Tieri, e Come un uragano, con Alberto Lupo e Corrado Pani.
Si sposò a Bologna il 2 aprile 1960 col produttore Rai Sergio Benvenuti, col quale ebbe due figli ed una figlia.
Il marito la produsse nell'episodio Stelle cadenti della serie tv Il commissario Corso, protagonista Diego Abatantuono, ultima apparizione conosciuta dell'attrice sui teleschermi televisivi prima della sua morte all'età di 62 anni.

## Filmografia[20][21]

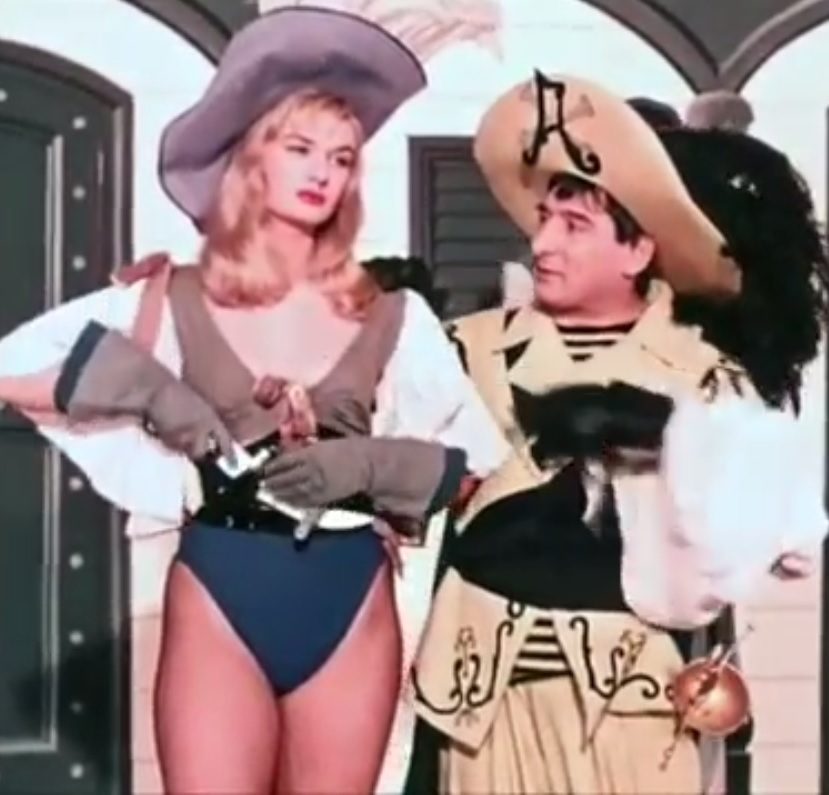
Mariolina Bovo e Renato Rascel nel film Alvaro piuttosto corsaro, 1955)

- Cameriera bella presenza offresi..., regia di Giorgio Pàstina (1951)
- Passeggiata di buon mattino, regia di Folco Quilici (1952)
- Tre storie proibite, regia di Augusto Genina (1952)
- Stazione Termini, regia di Vittorio De Sica (1953)
- Frine, cortigiana d'Oriente di Mario Bonnard (1953)
- Donne proibite di Giuseppe Amato (1953)
- Il sacco di Roma (1953)
- Canzoni, canzoni, canzoni (1953)
- Mizar (Sabotaggio in mare), regia di Francesco De Robertis (1954)
- Alvaro piuttosto corsaro, regia di Camillo Mastrocinque (1955)
- Dramma nel porto, regia di Roberto Bianchi Montero (1955)
- La domenica della buona gente, regia di Anton Giulio Majano (1954)
- La sultana Safiyè, regia di Giuseppe Di Martino (1955)
- Il boom, regia di Vittorio De Sica (1963)

## Teatro[22][23]
- Alvaro piuttosto corsaro, di Pietro Garinei e Sandro Giovannini nel ruolo di Veronica, (1953)
- Valentina, di Vittorio Metz e Marcello Marchesi, (1955)
- La piazzetta, varietà televisivo, di Marcello Marchesi, Dino Verde e Vittorio Metz, (1956)
- Gli italiani sono fatti così, di Marcello Marchesi, Dino Verde e Vittorio Metz, (1956)
- Le donne gelose, di Carlo Goldoni nel ruolo di Chiaretta (1956)
- Il Campiello, di Carlo Goldoni nel ruolo di Gnese (1957)
- Monsieur Cenerentolo, di Giulio Scarnicci e Renzo Tarabusi, con Carlo Dapporto e Marisa Del Frate (1959)

## Prosa televisiva[24]

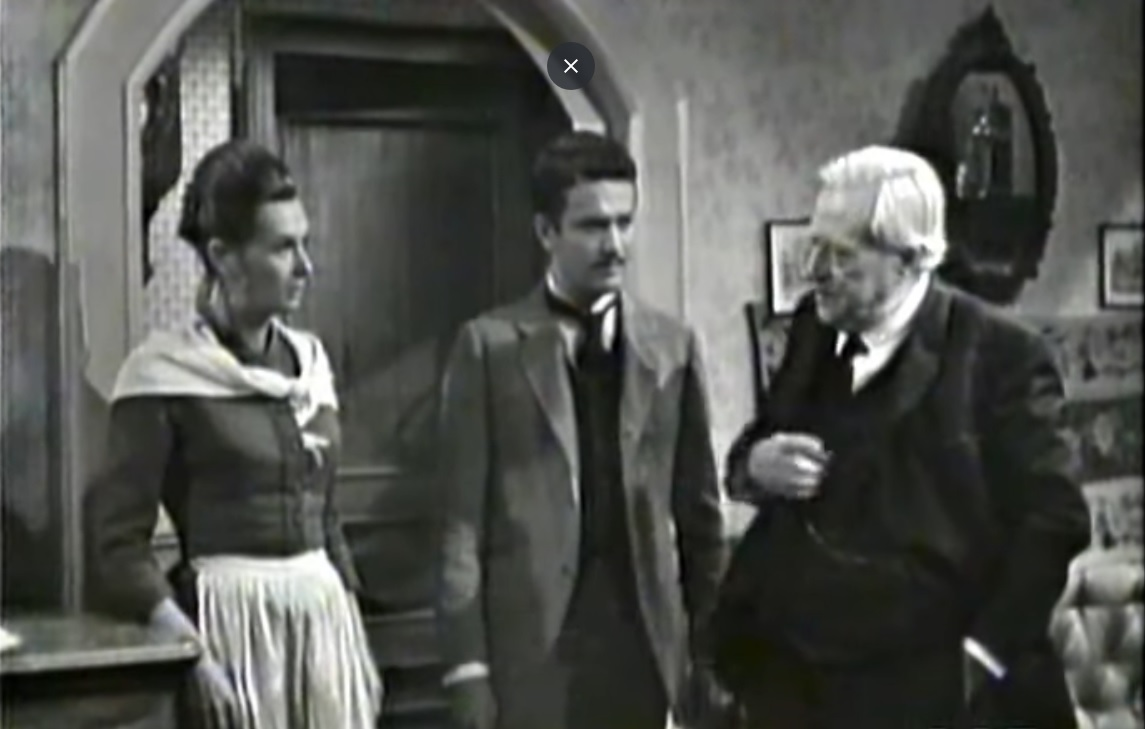
Mariolina Bovo, Mario Bardella e Cesco Baseggio in La famegia del santolo, 1966

- Valentina (una ragazza che ha fretta), regia di Vito Molinari, trasmessa dal 7 settembre 1958[25]
- Tempo in prestito, regia di Anton Giulio Majano, trasmessa il 22 giugno 1962[26]
- Caccia ai corvi, regia di Anton Giulio Majano, trasmessa il 21 settembre 1962[27]
- Demetrio Pianelli, regia di Sandro Bolchi, trasmessa dal 22 settembre 1963
- Il grande coltello di Clifford Odets, regia di Daniele D'Anza, trasmessa nel 1963[28]
- I grandi camaleonti, regia di Edmo Fenoglio, trasmessa dall'11 ottobre 1964
- Come le foglie di Giuseppe Giacosa, regia di Edmo Fenoglio, trasmesso nel programma nazionale il 26 marzo 1965.
- La donna di fiori, regia di Anton Giulio Majano, trasmessa nel 1965
- Scaramouche, regia di Daniele D'Anza, trasmessa dal 9 ottobre 1965[29]
- La famegia del santolo di Giacinto Gallina, con Cesco Baseggio, 1966[30][31][32]
- Lo squarciagola (1966), regia di Luigi Squarzina, 1966[33]
- Il conte di Montecristo, regia di Edmo Fenoglio, trasmesso dal 6 novembre 1966
- Le inchieste del commissario Maigret, regia di Mario Landi, episodi L'affare Picpus, trasmesso il 10 gennaio 1965 e Maigret e i diamanti trasmesso dal 19 maggio 1968
- Vita di Cavour, regia di Piero Schivazappa, trasmesso dal 5 marzo 1967
- Caravaggio, regia di Silverio Blasi, trasmesso il 15 ottobre 1967
- Sheridan, squadra omicidi, di Mario Casacci, Alberto Ciambricco, Giuseppe Aldo Rossi, episodio Soltanto una voce, regia di Leonardo Cortese, trasmesso il 10 novembre 1967
- La donna di quadri, di Mario Casacci, Alberto Ciambricco, regia di Leonardo Cortese, trasmesso dal 19 aprile 1968
- Stasera Fernandel, regia di Camillo Mastrocinque, episodio A me gli occhi, trasmesso il 20 dicembre 1968
- Nero Wolfe, regia di Giuliana Berlinguer, episodio Un incidente di caccia trasmesso in 2 puntate dal 13 luglio 1969[34]
- Giocando a golf una mattina, regia di Daniele D'Anza, trasmesso dal 28 settembre 1969
- I fratelli Karamàzov, regia di Sandro Bolchi, trasmesso dal 16 novembre 1969
- I giorni della storia. Una coccarda per il re, regia di Dante Guardamagna, trasmesso dal 13 ottobre 1970
- Radici, dall'opera di Arnold Wesker, regia di Maurizio Scaparro, trasmesso il 5 novembre 1971.
- Come un uragano, regia di Silverio Blasi, trasmesso dal 28 novembre 1971
- Vino e pane, dall'omonimo romanzo di Ignazio Silone, regia di Piero Schivazappa, trasmesso dall'11 marzo 1973
- Qui squadra mobile, di Massimo Felisatti e Fabio Pitorru, regia di Anton Giulio Majano, trasmesso dall'8 maggio 1973
- Un attimo, meno ancora, originale televisivo di Diego Fabbri e Dino B. Partesano, trasmesso il 28 agosto 1973
- Il commissario De Vincenzi, episodio Il mistero delle tre orchidee, regia di Mario Ferrero, trasmesso il 7 aprile 1974
- Di fronte alla legge, episodio Il difensore, regia Flaminio Bollini, trasmesso dal 12 novembre 1974
- Anna Karenina, dall'omonimo romanzo di Lev Tolstoj, regia di Sandro Bolchi, trasmesso dal 10 novembre 1974[35][36]
- Dov'è Anna?, regia di Piero Schivazappa, trasmesso dal 13 gennaio 1976[37]
- Il figlio di due madri, regia di Ottavio Spadaro, trasmesso dal 16 maggio 1976
- Il delitto Paternò, regia di Gianluigi Calderone (1978)[38]
- Poco a poco, regia di Alberto Sironi (1980)
- Il commissario Corso, episodio Stelle cadenti (1987)[39]
- Gli angeli del potere, regia di Giorgio Albertazzi (1988)